# 港口站 (陕西省)
港口站位于陕西省潼关县秦东镇港口社区，是同蒲铁路上的铁路车站。车站是中国铁路西安局集团西安车务段管辖的四等站，办理列车到发、会让业务，和太原局集团风陵渡站交界。车站随南同蒲铁路风陵渡铁路大桥及陕西延伸段建于1970年:318，2019年电气化期间新建轨道车库线及接触网工区。车站站场建于风翼塬东北坡的黄河岸边，设有3条到发线以及1条货物线，站房位于线路北侧。